# Bastajski Brđani
Bastajski Brđani (1981-ig Brđani Bastajski) falu Horvátországban Belovár-Bilogora megyében. Közigazgatásilag Đulovachoz tartozik.

## Fekvése
Belovártól légvonalban 46, közúton 59 km-re délkeletre, Daruvár központjától légvonalban13, közúton 17 km-re északkeletre, községközpontjától légvonalban 6, közúton 10 km-re nyugatra, Nyugat-Szlavóniában, a Bilo-hegység déli nyúlványán, a Selički-patak völgye feletti magaslaton fekszik.

## Története
A Mihaljovica nevű határrészén talált régészeti leletek alapján nagyon valószínű, hogy területe már a középkorban is lakott volt. A térség középkori településeit 1542-ben pusztította el a török és csak a 17. század végén szabadult fel a török uralom alól. A kihalt területre a parlagon heverő földek megművelése és a határvédelem céljából a 18. század első felében Bosznia területéről telepítettek be új, szerb anyanyelvű lakosságot. Az első katonai felmérés térképén „Dorf Gornia Korenicza” néven találjuk. Lipszky János 1808-ban Budán kiadott repertóriumában „Bergyani” néven szerepel. Nagy Lajos 1829-ben kiadott művében „Bergyani” néven 26 házzal és 129 ortodox vallású lakossal találjuk.
1857-ben 179, 1910-ben 310 lakosa volt. 1910-ben a népszámlálás adatai szerint lakosságának 99%-a szerb anyanyelvű volt. A Magyar Királyságon belül Horvát–Szlavónország részeként, Pozsega vármegye Daruvári járásának része volt. Az I. világháború után 1918-ban az új szerb-horvát-szlovén állam, majd később (1929-ben) Jugoszlávia része lett. 1941 és 1945 között a németbarát Független Horvát Államhoz, háború után a település a szocialista Jugoszláviához tartozott. 1991-től a független Horvátország része. 1991-ben lakosságának 95%-a szerb és 3%-a horvát nemzetiségű volt. 2011-ben már nem volt állandó lakossága.

## Lakossága
| Lakosság változása | Lakosság változása | Lakosság változása | Lakosság változása | Lakosság változása | Lakosság változása | Lakosság változása | Lakosság változása | Lakosság változása | Lakosság változása | Lakosság változása | Lakosság változása | Lakosság változása | Lakosság változása | Lakosság változása | Lakosság változása |
| ------------------ | ------------------ | ------------------ | ------------------ | ------------------ | ------------------ | ------------------ | ------------------ | ------------------ | ------------------ | ------------------ | ------------------ | ------------------ | ------------------ | ------------------ | ------------------ |
| 1857               | 1869               | 1880               | 1890               | 1900               | 1910               | 1921               | 1931               | 1948               | 1953               | 1961               | 1971               | 1981               | 1991               | 2001               | 2011               |
| 179                | 215                | 217                | 405                | 693                | 310                | 303                | 296                | 238                | 247                | 259                | 192                | 126                | 86                 | 2                  | 0                  |

## Nevezetességei
Mihaljovica középkori régészeti lelőhely.